# Critérium international 2011
La 80e édition de la course cycliste à étapes du Critérium international s'est déroulé les 26 et 27 mars 2011. L'épreuve fait partie de l'UCI Europe Tour 2011. La victoire est revenue au Luxembourgeois Fränk Schleck (Team Leopard-Trek), vainqueur de la 1re étape. Il devance le Biélorusse Vasil Kiryienka (Movistar) et l'Estonien Rein Taaramäe (Cofidis).

## Présentation

### Parcours
Le parcours est sensiblement le même qu'en 2010, avec une arrivée au col de l'Ospedale le samedi, une étape autour de Porto-Vecchio le dimanche matin et un contre-la-montre de 7 km dans les rues de Porto-Vecchio le dimanche après-midi,.

### Participants

#### Équipes
16 équipes participent à ce Citérium international :
| ProTeams (9)- Ag2r La Mondiale - Euskaltel-Euskadi - Movistar Team - Astana - Sky ProCycling - Garmin-Cervélo - Leopard-Trek - Team RadioShack - Vacansoleil-DCM Équipes continentales professionnelles (6)- Bretagne-Schuller - Cofidis, le Crédit en Ligne - Team Europcar - FDJ - Saur-Sojasun - Skil-Shimano Équipe continentale- Big Mat-Auber 93 |
| |

#### Favoris
Pierrick Fédrigo (FDJ) tentera de conserver son titre, mais devra composer notamment avec le quintuple vainqueur du Critérium international, l'Allemand Jens Voigt (Team Leopard-Trek) (1999, 2004, 2007, 2008, 2009) de retour cette année, accompagné notamment par Andy et Fränk Schleck, ainsi que par le Belge Maxime Monfort. L'Allemand Andreas Klöden (Team RadioShack) est un sérieux prétendant à la victoire finale, assisté de son coéquipier Tiago Machado, 3e en 2010, ainsi que l'Espagnol Samuel Sánchez (Euskaltel-Euskadi), l'Australien Michael Rogers et le Britannique Bradley Wiggins (Team Sky). Le Français Jean-Christophe Péraud (AG2R La Mondiale) et l'Estonien Rein Taaramäe (Cofidis), en forme sur le récent Paris-Nice sont présents, de même que le Canadien Ryder Hesjedal (Garmin-Cervélo), le Kazakh Alexandre Vinokourov (Astana) et le Français Jérôme Coppel (Saur-Sojasun).
Plusieurs spécialistes du contre-la-montre seront présents. On rétrouvera ainsi Alex Dowsett (Team Sky), David Millar, David Zabriskie (Garmin-Cervélo), José Iván Gutiérrez (Movistar) et Tony Gallopin (Cofidis).

## Étapes
| Étape     | Date    | Villes étapes                     | km         | Vainqueur d'étape | Leader du classement général |
| --------- | ------- | --------------------------------- | ---------- | ----------------- | ---------------------------- |
| 1re étape | 26 mars | Porto-Vecchio - Col de l'Ospedale | 198 km     | Fränk Schleck     | Fränk Schleck                |
| 2e étape  | 27 mars | Porto-Vecchio - Porto-Vecchio     | 75 km      | Simon Geschke     | Fränk Schleck                |
| 3e étape  | 27 mars | Porto-Vecchio - Porto-Vecchio     | 7 km (clm) | Andreas Klöden    | Fränk Schleck                |

## Récit de la course

### 1reétape
Le début d'étape est plutôt vallonné, avec notamment 2 sprints intermédiaires (km 25 et 56,5) et 2 ascensions répertoriées, la côte de Roccapina (3 km à 3,8 %) et la Côte d’Orasi (3,4 km à 5,8 %), dont les sommets sont aux km 36 et 46,5. Après le col de Celaccia (9,5 km à 5,8 %), dont le sommet est au km 82, les coureurs devront emprunter une descente d'une dizaine de km relativement peu sèche, avant d'enchainer le col de Saint-Eustache (11 km de montée à 5,4 %) et la côte d'Aullène (3,1 km à 4.2 %), dont les sommets sont aux km 102,5 et 114.5, une vingtaine de km avec quelques montées non-répertoriées, une descente d'une quinzaine de km et le col de Bacinu (10 km à 4,5 %). Après le sommet (km 156,5), le parcours passe par une longue descente puis de longs faux plats descendants, pour aller chercher le 3e sprint intermédiaire (km 180,5) et, surtout, le col de l'Ospedale (14,3 km à 6,2 %), en haut duquel sera jugée l'arrivée, après 198 km de course depuis Porto-Vecchio.
Michael Rogers (Team Sky) est non-partant. De nombreuses attaques ont lieu, en vain. Le 1er sprint intermédiaire est remporté par Jens Voigt (Team Leopard-Trek) devant Mathieu Drujon (BigMat-Auber 93) et Cédric Pineau (FDJ). Yukihiro Doi (Skil-Shimano) passe en tête au sommet de la côte de Roccapina, devançant Jesús Herrada (Movistar) et Renaud Dion (Bretagne-Schuller). Les attaques reprennent de plus belle, mais la présence de coureurs comme Alexandre Vinokourov (Astana) et Voigt provoque à chaque fois la réaction du peloton. Pim Ligthart (Vacansoleil-DCM), lui, prend la 1re place au sommet de la Côte d’Orasi, en devançant Simon Geschke (Skil-Shimano) et Fredrik Kessiakoff (Astana). Arnold Jeannesson (FDJ) remporte le 2e sprint intermédiaire devant Thomas Bonnin (Skil-Shimano) et Ligthart. Au km 60, Dimitri Champion (AG2R La Mondiale), Julien Fouchard (Cofidis), Cédric Pineau, Pim Ligthart, Thomas Bonnin et Renaud Dion s'échappent. Ils prennent rapidement du champ, l'écart avec le peloton étant de 2 min 15 s au km 72 et d'un maximum de 6 min au km 80. Dion devance Ligthart et Bonnin au col de Celaccia, tandis que le peloton pointe à 5 min 30 s, avant que Ligthart ne passe en tête au Col de St-Eustache devant Dion et Pineau.
Au km 112, Jens Voigt s'extirpe du peloton. Au sommet de la Côte d’Aullene, où le trio de tête est le même qu'au col précédent, les hommes de tête ont 1 min 25 s d'avance sur Voigt et 2 min 10 s sur le peloton. Voigt rejoint la tête de course au km 125. Au km 140, l'Allemand attaque, seulement suivi par Dimitri Champion, qu'il lâche dans le Col de Bacinu. Au sommet, il possède une avance de 1 min 40 s sur Champion, de 2 min 30 s sur Ligthart et  de 2 min 40 s sur le peloton. Voigt remporte également le 3e sprint intermédiaire, devançant de 1 min 50 s un groupe de 18 coureurs, comprenant notamment Bradley Wiggins (Team Sky), Rein Taaramäe (Cofidis), Jérôme Coppel (Saur-Sojasun) et Alexandre Vinokourov. Voigt est finalement repris dès les premières pentes de l'ascension finale par un peloton à nouveau consistant et mené par les Saur-Sojasun.
Puis, Rémy Di Grégorio (Astana) sort du peloton. Il parvient à prendre rapidement près de 30 s d'avance, tandis qu'Anthony Roux (FDJ) est un temps intercalé, mais est repris à 9 km de l'arrivée. Andy Schleck (Team Leopard-Trek) attaque alors, suivi par Alexandre Vinokourov, mais le duo se relève rapidement. Le Luxembourgeois relance, suivi par Rein Taaramäe et David Arroyo (Movistar). Mais, Jérôme Coppel parvient à faire recoller le peloton. Puis, c'est au tour de Fränk Schleck (Team Leopard-Trek) d'attaquer, accompagné seulement par Taaramäe. Ils prennent rapidement quelques dizaines de mètres sur le groupe des favoris, duquel Coppel est lâché.
Le duo prenant de plus en plus de champ, Alexandre Geniez (Skil-Shimano) attaque. Ce qui fait réagir le groupe de favoris. Vasil Kiryienka (Movistar) s'extirpe de ce groupe, et rejoint même le duo de tête, tandis que son coéquipier David López García et Samuel Sánchez (Euskaltel-Euskadi) reprennent le Français. Les poursuivants collaborent bien, jusqu'à ce que Geniez attaque, faisant craquer le champion olympique. Devant, Schleck part seul, à moins de 3 km du sommet. Il remporte l'étape, s'emparant ainsi des maillots jaune et vert. Il s'impose 16 s devant Kiryienka et 22 s devant Taaramäe. Geniez et Lopez Garcia, eux, résistent de peu au groupe de favoris, qui reprend et lâche Sanchez. Andy Schleck est 10e.
|   | Coureur            | Pays        | Équipe            |    | Temps           |
| - | ------------------ | ----------- | ----------------- | -- | --------------- |
| 1 | Fränk Schleck      | Luxembourg  | Team Leopard-Trek | en | 5 h 21 min 02 s |
| 2 | Vasil Kiryienka    | Biélorussie | Movistar          | +  | 16 s            |
| 3 | Rein Taaramäe      | Estonie     | Cofidis           |    | 22 s            |
| 4 | David López García | Espagne     | Movistar          |    | 58 s            |
| 5 | Alexandre Geniez   | France      | Skil-Shimano      |    | 1 min 00 s      |

|   | Coureur            | Pays        | Équipe            |    | Temps           |
| - | ------------------ | ----------- | ----------------- | -- | --------------- |
| 1 | Fränk Schleck      | Luxembourg  | Team Leopard-Trek | en | 5 h 20 min 52 s |
| 2 | Vasil Kiryienka    | Biélorussie | Movistar          | +  | 20 s            |
| 3 | Rein Taaramäe      | Estonie     | Cofidis           |    | 28 s            |
| 4 | David López García | Espagne     | Movistar          |    | 1 min 08 s      |
| 5 | Alexandre Geniez   | France      | Skil-Shimano      |    | 1 min 10 s      |

### 2eétape
Cette 2e étape est une boucle autour de Porto-Vecchio légèrement vallonnée, avec la côte de Pagliaggiolo (3 km de montée à 3 %), dont le sommet est au km 23, un sprint intermédiaire (km 34) et un final en faux plat montant.
|   | Coureur        | Pays      | Équipe            |    | Temps           |
| - | -------------- | --------- | ----------------- | -- | --------------- |
| 1 | Simon Geschke  | Allemagne | Skil-Shimano      | en | 1 h 43 min 10 s |
| 2 | Murilo Fischer | Brésil    | Garmin-Cervélo    | +  | m.t.            |
| 3 | Laurent Mangel | France    | Saur-Sojasun      |    | m.t.            |
| 4 | Florian Vachon | France    | Bretagne-Schuller |    | m.t.            |
| 5 | Arnaud Molmy   | France    | Big Mat-Auber 93  |    | m.t.            |

|   | Coureur            | Pays        | Équipe            |    | Temps           |
| - | ------------------ | ----------- | ----------------- | -- | --------------- |
| 1 | Fränk Schleck      | Luxembourg  | Team Leopard-Trek | en | 7 h 04 min 02 s |
| 2 | Vasil Kiryienka    | Biélorussie | Movistar          | +  | 20 s            |
| 3 | Rein Taaramäe      | Estonie     | Cofidis           |    | 28 s            |
| 4 | David López García | Espagne     | Movistar          |    | 1 min 08 s      |
| 5 | Alexandre Geniez   | France      | Skil-Shimano      |    | 1 min 10 s      |

### 3eétape
Cette 3e étape est un contre-la-montre de 7 km, dans les rues de Porto-Vecchio, plat, avec le chrono intermédiaire au km 4, précédé d'une très légère montée et suivi d'une très légère descente.
|   | Coureur         | Pays        | Équipe            |    | Temps      |
| - | --------------- | ----------- | ----------------- | -- | ---------- |
| 1 | Andreas Klöden  | Allemagne   | Team RadioShack   | en | 8 min 47 s |
| 2 | Bradley Wiggins | Royaume-Uni | Team Sky          | +  | 4 s        |
| 3 | Jakob Fuglsang  | Danemark    | Team Leopard-Trek |    | 10 s       |
| 4 | David Zabriskie | États-Unis  | Garmin-Cervélo    |    | 14 s       |
| 5 | Andrew Talansky | États-Unis  | Garmin-Cervélo    |    | 15 s       |

|   | Coureur          | Pays        | Équipe            |    | Temps           |
| - | ---------------- | ----------- | ----------------- | -- | --------------- |
| 1 | Fränk Schleck    | Luxembourg  | Team Leopard-Trek | en | 7 h 13 min 12 s |
| 2 | Vasil Kiryienka  | Biélorussie | Movistar          | +  | 13 s            |
| 3 | Rein Taaramäe    | Estonie     | Cofidis           |    | 30 s            |
| 4 | Alexandre Geniez | France      | Skil-Shimano      |    | 1 min 14 s      |
| 5 | Tiago Machado    | Portugal    | Team RadioShack   |    | 1 min 15 s      |

## Classements finals

### Classement général
| \| Classement général \| Classement général \| Classement général \| Classement général \| Classement général \| \| Coureur \| Coureur \| Pays \| Équipe \| Temps \| \| ------------------ \| ---------------------- \| ------------------ \| --------------------------- \| ------------------ \| \| 1er \| Fränk Schleck \| Luxembourg \| Leopard-Trek \| 7 h 13 min 12 s \| \| 2e \| Vasil Kiryienka \| Biélorussie \| Movistar Team \| + 13 s \| \| 3e \| Rein Taaramäe \| Estonie \| Cofidis, le Crédit en Ligne \| + 30 s \| \| 4e \| Alexandre Geniez \| France \| Skil-Shimano \| + 1 min 14 s \| \| 5e \| Tiago Machado \| Portugal \| Team RadioShack \| + 1 min 15 s \| \| 6e \| Jean-Christophe Péraud \| France \| AG2R La Mondiale \| + 1 min 16 s \| \| 7e \| Ryder Hesjedal \| Canada \| Garmin-Cervélo \| + 1 min 19 s \| \| 8e \| Pierrick Fédrigo \| France \| FDJ \| + 1 min 23 s \| \| 9e \| David López García \| Espagne \| Movistar Team \| + 1 min 25 s \| \| 10e \| Sergueï Lagoutine \| Ouzbekistan \| Vacansoleil-DCM \| + 1 min 25 s \| |                        |             |                             |                 |
| |                        |             |                             |                 |
| |                        |             |                             |                 |
| Classement général |                        |             |                             |                 |
| Coureur | Coureur                | Pays        | Équipe                      | Temps           |
| 1er | Fränk Schleck          | Luxembourg  | Leopard-Trek                | 7 h 13 min 12 s |
| 2e | Vasil Kiryienka        | Biélorussie | Movistar Team               | + 13 s          |
| 3e | Rein Taaramäe          | Estonie     | Cofidis, le Crédit en Ligne | + 30 s          |
| 4e | Alexandre Geniez       | France      | Skil-Shimano                | + 1 min 14 s    |
| 5e | Tiago Machado          | Portugal    | Team RadioShack             | + 1 min 15 s    |
| 6e | Jean-Christophe Péraud | France      | AG2R La Mondiale            | + 1 min 16 s    |
| 7e | Ryder Hesjedal         | Canada      | Garmin-Cervélo              | + 1 min 19 s    |
| 8e | Pierrick Fédrigo       | France      | FDJ                         | + 1 min 23 s    |
| 9e | David López García     | Espagne     | Movistar Team               | + 1 min 25 s    |
| 10e | Sergueï Lagoutine      | Ouzbekistan | Vacansoleil-DCM             | + 1 min 25 s    |

| Classement par points | Classement par points | Classement par points | Classement par points       | Classement par points |
| Coureur               | Coureur               | Pays                  | Équipe                      | Points                |
| --------------------- | --------------------- | --------------------- | --------------------------- | --------------------- |
| 1er                   | Vasil Kiryienka       | Biélorussie           | Movistar Team               | 16 pts                |
| 2e                    | Fränk Schleck         | Luxembourg            | Leopard-Trek                | 15 pts                |
| 3e                    | Andreas Klöden        | Allemagne             | Team RadioShack             | 15 pts                |
| 4e                    | Simon Geschke         | Allemagne             | Skil-Shimano                | 15 pts                |
| 5e                    | Bradley Wiggins       | Royaume-Uni           | Team Sky                    | 12 pts                |
| 6e                    | Laurent Mangel        | France                | Saur-Sojasun                | 12 pts                |
| 7e                    | Murilo Fischer        | Brésil                | Garmin-Cervélo              | 12 pts                |
| 8e                    | Rein Taaramäe         | Estonie               | Cofidis, le Crédit en Ligne | 10 pts                |
| 9e                    | Jakob Fuglsang        | Danemark              | Leopard-Trek                | 10 pts                |
| 10e                   | David López García    | Espagne               | Movistar Team               | 8 pts                 |

| Classement par points | Classement par points | Classement par points | Classement par points       | Classement par points |
| Coureur               | Coureur               | Pays                  | Équipe                      | Points                |
| --------------------- | --------------------- | --------------------- | --------------------------- | --------------------- |
| 1er                   | Vasil Kiryienka       | Biélorussie           | Movistar Team               | 16 pts                |
| 2e                    | Fränk Schleck         | Luxembourg            | Leopard-Trek                | 15 pts                |
| 3e                    | Andreas Klöden        | Allemagne             | Team RadioShack             | 15 pts                |
| 4e                    | Simon Geschke         | Allemagne             | Skil-Shimano                | 15 pts                |
| 5e                    | Bradley Wiggins       | Royaume-Uni           | Team Sky                    | 12 pts                |
| 6e                    | Laurent Mangel        | France                | Saur-Sojasun                | 12 pts                |
| 7e                    | Murilo Fischer        | Brésil                | Garmin-Cervélo              | 12 pts                |
| 8e                    | Rein Taaramäe         | Estonie               | Cofidis, le Crédit en Ligne | 10 pts                |
| 9e                    | Jakob Fuglsang        | Danemark              | Leopard-Trek                | 10 pts                |
| 10e                   | David López García    | Espagne               | Movistar Team               | 8 pts                 |

| Classement de la montagne | Classement de la montagne | Classement de la montagne | Classement de la montagne | Classement de la montagne |
| Coureur                   | Coureur                   | Pays                      | Équipe                    | Points                    |
| ------------------------- | ------------------------- | ------------------------- | ------------------------- | ------------------------- |
| 1er                       | Pim Ligthart              | Pays-Bas                  | Vacansoleil-DCM           | 24 pts                    |
| 2e                        | Renaud Dion               | France                    | Bretagne-Schuller         | 16 pts                    |
| 3e                        | Yukihiro Doi              | Japon                     | Skil-Shimano              | 12 pts                    |
| 4e                        | Fränk Schleck             | Luxembourg                | Leopard-Trek              | 6 pts                     |
| 5e                        | Jens Voigt                | Allemagne                 | Leopard-Trek              | 6 pts                     |
| 6e                        | Vasil Kiryienka           | Biélorussie               | Movistar Team             | 4 pts                     |
| 7e                        | Rémy Di Grégorio          | France                    | Astana                    | 4 pts                     |
| 8e                        | Cédric Pineau             | France                    | FDJ                       | 4 pts                     |
| 9e                        | Dimitri Champion          | France                    | AG2R La Mondiale          | 4 pts                     |
| 10e                       | Simon Geschke             | Allemagne                 | Skil-Shimano              | 4 pts                     |

| Classement de la montagne | Classement de la montagne | Classement de la montagne | Classement de la montagne | Classement de la montagne |
| Coureur                   | Coureur                   | Pays                      | Équipe                    | Points                    |
| ------------------------- | ------------------------- | ------------------------- | ------------------------- | ------------------------- |
| 1er                       | Pim Ligthart              | Pays-Bas                  | Vacansoleil-DCM           | 24 pts                    |
| 2e                        | Renaud Dion               | France                    | Bretagne-Schuller         | 16 pts                    |
| 3e                        | Yukihiro Doi              | Japon                     | Skil-Shimano              | 12 pts                    |
| 4e                        | Fränk Schleck             | Luxembourg                | Leopard-Trek              | 6 pts                     |
| 5e                        | Jens Voigt                | Allemagne                 | Leopard-Trek              | 6 pts                     |
| 6e                        | Vasil Kiryienka           | Biélorussie               | Movistar Team             | 4 pts                     |
| 7e                        | Rémy Di Grégorio          | France                    | Astana                    | 4 pts                     |
| 8e                        | Cédric Pineau             | France                    | FDJ                       | 4 pts                     |
| 9e                        | Dimitri Champion          | France                    | AG2R La Mondiale          | 4 pts                     |
| 10e                       | Simon Geschke             | Allemagne                 | Skil-Shimano              | 4 pts                     |

| Classement du meilleur jeune | Classement du meilleur jeune | Classement du meilleur jeune | Classement du meilleur jeune | Classement du meilleur jeune |
| Coureur                      | Coureur                      | Pays                         | Équipe                       | Temps                        |
| ---------------------------- | ---------------------------- | ---------------------------- | ---------------------------- | ---------------------------- |
| 1er                          | Rein Taaramäe                | Estonie                      | Cofidis, le Crédit en Ligne  | 7 h 13 min 42 s              |
| 2e                           | Alexandre Geniez             | France                       | Skil-Shimano                 | + 44 s                       |
| 3e                           | Cyril Gautier                | France                       | Team Europcar                | + 1 min 08 s                 |
| 4e                           | Pierre Rolland               | France                       | Team Europcar                | + 1 min 18 s                 |
| 5e                           | Jérôme Coppel                | France                       | Saur-Sojasun                 | + 4 min 13 s                 |
| 6e                           | Andrew Talansky              | États-Unis                   | Garmin-Cervélo               | + 4 min 34 s                 |
| 7e                           | Anthony Roux                 | France                       | FDJ                          | + 5 min 24 s                 |
| 8e                           | Martijn Keizer               | Pays-Bas                     | Vacansoleil-DCM              | + 8 min 03 s                 |
| 9e                           | Romain Hardy                 | France                       | Bretagne-Schuller            | + 8 min 46 s                 |
| 10e                          | Arnaud Molmy                 | France                       | Big Mat-Auber 93             | + 10 min 04 s                |

| Classement du meilleur jeune | Classement du meilleur jeune | Classement du meilleur jeune | Classement du meilleur jeune | Classement du meilleur jeune |
| Coureur                      | Coureur                      | Pays                         | Équipe                       | Temps                        |
| ---------------------------- | ---------------------------- | ---------------------------- | ---------------------------- | ---------------------------- |
| 1er                          | Rein Taaramäe                | Estonie                      | Cofidis, le Crédit en Ligne  | 7 h 13 min 42 s              |
| 2e                           | Alexandre Geniez             | France                       | Skil-Shimano                 | + 44 s                       |
| 3e                           | Cyril Gautier                | France                       | Team Europcar                | + 1 min 08 s                 |
| 4e                           | Pierre Rolland               | France                       | Team Europcar                | + 1 min 18 s                 |
| 5e                           | Jérôme Coppel                | France                       | Saur-Sojasun                 | + 4 min 13 s                 |
| 6e                           | Andrew Talansky              | États-Unis                   | Garmin-Cervélo               | + 4 min 34 s                 |
| 7e                           | Anthony Roux                 | France                       | FDJ                          | + 5 min 24 s                 |
| 8e                           | Martijn Keizer               | Pays-Bas                     | Vacansoleil-DCM              | + 8 min 03 s                 |
| 9e                           | Romain Hardy                 | France                       | Bretagne-Schuller            | + 8 min 46 s                 |
| 10e                          | Arnaud Molmy                 | France                       | Big Mat-Auber 93             | + 10 min 04 s                |

| Classement par équipes | Classement par équipes | Classement par équipes | Classement par équipes |
| Équipe                 | Équipe                 | Pays                   | Temps                  |
| ---------------------- | ---------------------- | ---------------------- | ---------------------- |
| 1re                    | Movistar Team          | Espagne                | 21 h 42 min 35 s       |
| 2e                     | Leopard-Trek           | Luxembourg             | + 4 min 55 s           |
| 3e                     | Garmin-Cervélo         | États-Unis             | + 5 min 10 s           |
| 4e                     | Team RadioShack        | États-Unis             | + 10 min 23 s          |
| 5e                     | Saur-Sojasun           | France                 | + 10 min 44 s          |
| 6e                     | FDJ                    | France                 | + 12 min 09 s          |
| 7e                     | Astana                 | Kazakhstan             | + 12 min 38 s          |
| 8e                     | Team Europcar          | France                 | + 14 min 56 s          |
| 9e                     | Big Mat-Auber 93       | France                 | + 18 min 09 s          |
| 10e                    | Skil-Shimano           | Pays-Bas               | + 19 min 47 s          |

| Classement par équipes | Classement par équipes | Classement par équipes | Classement par équipes |
| Équipe                 | Équipe                 | Pays                   | Temps                  |
| ---------------------- | ---------------------- | ---------------------- | ---------------------- |
| 1re                    | Movistar Team          | Espagne                | 21 h 42 min 35 s       |
| 2e                     | Leopard-Trek           | Luxembourg             | + 4 min 55 s           |
| 3e                     | Garmin-Cervélo         | États-Unis             | + 5 min 10 s           |
| 4e                     | Team RadioShack        | États-Unis             | + 10 min 23 s          |
| 5e                     | Saur-Sojasun           | France                 | + 10 min 44 s          |
| 6e                     | FDJ                    | France                 | + 12 min 09 s          |
| 7e                     | Astana                 | Kazakhstan             | + 12 min 38 s          |
| 8e                     | Team Europcar          | France                 | + 14 min 56 s          |
| 9e                     | Big Mat-Auber 93       | France                 | + 18 min 09 s          |
| 10e                    | Skil-Shimano           | Pays-Bas               | + 19 min 47 s          |

## Évolution des classements
| Étape            | Vainqueur        | Classement général | Classement par points | Classement de la montagne | Classement du meilleur jeune | Classement par équipes |
| ---------------- | ---------------- | ------------------ | --------------------- | ------------------------- | ---------------------------- | ---------------------- |
| 1                | Fränk Schleck    | Fränk Schleck      | Fränk Schleck         | Pim Ligthart              | Rein Taaramäe                | Movistar               |
| 2                | Simon Geschke    | Fränk Schleck      | Fränk Schleck         | Pim Ligthart              | Rein Taaramäe                | Movistar               |
| 3                | Andreas Klöden   | Fränk Schleck      | Vasil Kiryienka       | Pim Ligthart              | Rein Taaramäe                | Movistar               |
| Classement final | Classement final | Fränk Schleck      | Vasil Kiryienka       | Pim Ligthart              | Rein Taaramäe                | Movistar               |